# Kępa Piotrowińska
Kępa Piotrowińska (dawniej alt. Kępa Piotrawińska – od wsi Piotrawin) – wieś sołecka w Polsce położona w województwie mazowieckim, w powiecie lipskim, w gminie Solec nad Wisłą.
Wierni kKościoła rzymskokatolickiego należą do parafii św. Jana Chrzciciela w Pawłowicach.

## Ludność
W 2002 r. wieś liczyła 65 domostw i 173 mieszkańców. Wieś powstała między 1790 a 1839 rokiem i od tego czasu zachowuje pierwotną nazwę.

## Historia
Od 1867 w gminie Kamień w powiecie nowoaleksandryjskim. W okresie międzywojennym miejscowość należała do powiatu puławskiego w woj. lubelskim. 1 września 1933 weszła w skład gromady Piotrawin w gminie Kamień.
Położenie po przeciwnej stronie Wisły względem Piotrawina (bez mostu) spowodowało, że Kępa Piotrowińska po wojnie utworzyła odrębną gromadę o nazwie Kępa Piotrowińska Kolonia (aby odróżnić ją od istniejącej od 1933 roku gromady Kępa Piotrawińska). Mimo utworzenia odrębnej gromady, jej położenie na lewym brzegu Wisły względem powiatu puławskiego spowodowało, że już 9 czerwca 1947 włączono ją (wraz z kolonią Kaliszany-Herliczko) do gminy Pawłowice w powiecie iłżeckim w woj. kieleckim. Stanowiła odtąd jedną z dziewięciu gromad Pawłowice.
W związku z reorganizacją administracji wiejskiej jesienią 1954, Kępa Piotrowińska weszła w skład nowo utworzonej gromady Sadkowice w powiecie iłzeckim. 1 stycznia 1956 włączono ją do nowo utworzonego powiatu lipskiego w tymże województwie. Po zniesieniu gromady Sadkowice 31 grudnia 1959, Kępa Piotrowińska weszła w skład gromady Pawłowice, gdzie przetrwała do kolejnej reformy gminnej 1 stycznia 1973. Kępa Piotrowińska weszła wtedy w skład gminy Solec.
W latach 1975–1998 miejscowość położona była w województwie radomskim.

## Gospodarka
Wieś rolnicza (uprawa zboża, ziemniaków, buraków cukrowych) z rozwiniętą uprawą warzyw (głównie kapusta, kalafior, ogórek), w tym egzotycznych (arbuz, papryka). Rynki zbytu: Sandomierz, Ostrowiec Świętokrzyski, Radom.

## Sport
Miejscowość popularna wśród wędkarzy ze względu na bogate i urozmaicone tereny do uprawiania wędkarstwa spławikowego i spinningu na wodach Wisły, Kamiennej, licznych łach starorzecza, stawów i jezior naturalnych. Najczęściej spotykane gatunki ryb w rzekach: szczupak, lin, sandacz, boleń, kleń, brzana, sum a w wodach stojących: szczupak, sazan (karp dziki), karaś pospolity, japoniec, lin, płoć. Szczególną popularnością wśród miejscowych i przyjezdnych wędkarzy cieszą się miejsca takie jak: tamy na Wiśle, ujście Kamiennej do Wisły, Materac, Łachy, Doły, Kał Pawłowski znany również jako Kołowrót.
Popularne spływy kajakowe wodami rzeki Kamiennej od miejscowości Bałtów lub niżej Czekarzewice do miejscowości Kolonia Nadwiślańska (lub wcześniej Wola Pawłowska), oraz dalej do miejscowości Solec nad Wisłą i w dół do miejscowości Janowiec i Kazimierz Dolny.